# Gojō

Situation de la ville de Gojō en préfecture de Nara.

Gojō (五條市, Gojō-shi) est une ville du Japon située dans la préfecture de Nara, sur l'île de Honshū.

## Géographie

### Situation
Gojō est une ville située sur l'île de Honshū, au Japon, dans l'ouest de la préfecture de Nara, environ 42 km au sud-est d'Osaka.

### Municipalités limitrophes
| Kawachinagano, Chihayaakasaka | Gose, Ōyodo | Shimoichi         |
| Kōya, Hashimoto               | Gojō        | Kurotaki, Tenkawa |
| Nosegawa                      | Totsukawa   | Kamikitayama      |

### Démographie
En octobre 2022, la ville de Gojō comptait 28 220 habitants (97 hab./km2), répartis sur une superficie de 292,02 km2.

### Hydrographie
Le nord de Gojō est traversé par le fleuve Yoshino.

### Climat
Gojō a un climat subtropical humideavec des étés chauds et des hivers froids sans de chutes de neige significatives. La température annuelle moyenne est de 12,9 °C. Les précipitations annuelles moyennes sont de 2 119 mm, juin étant le mois le plus humide.

## Histoire
Le 25 septembre 2005, les villages de Nishiyoshino et Ōtō fusionnent avec la ville de Gojō.
Depuis toujours, la ville a joué un rôle important en reliant Osaka et la région du Kishū. À l'est de Gojō se trouve la route d'Ise, et à l'ouest celle de Kishū.
Traditionnellement, le bois de charpente était amené à Gojō depuis la région de Yoshino par le fleuve, faisant de Gojō un centre très important d'échanges commerciaux.

## Patrimoine culturel
- Le Kongo-ji : ce temple bouddhique a été construit il y a environ huit cents ans par des disciples et des prêtres de l'époque de Heian.
- La résidence de Kuriyama : située dans la rue Shinmachi, elle est reconnue comme la maison la plus ancienne du Japon. Sur l'arête de son toit se trouve une inscription datant de la deuxième année de l'ère Keicho (1607).
- Gojō Baum : le musée culturel et historique de la ville de Gojō. Il tire son nom de sa forme qui ressemble à un gâteau allemand, le Baumkuchen.
- L'Eisan-ji (ja) : un temple bouddhique de la branche Buzan-ha du bouddhisme Shingon. Il a été construit en 719 sous les ordres de Fujiwara no Muchimaro, fondateur du clan Nanke.

## Transports
Gojō est desservie par la ligne Wakayama de la JR West. La gare de Gojō ets la principale gare de la ville.